# Ferrari 212 Inter

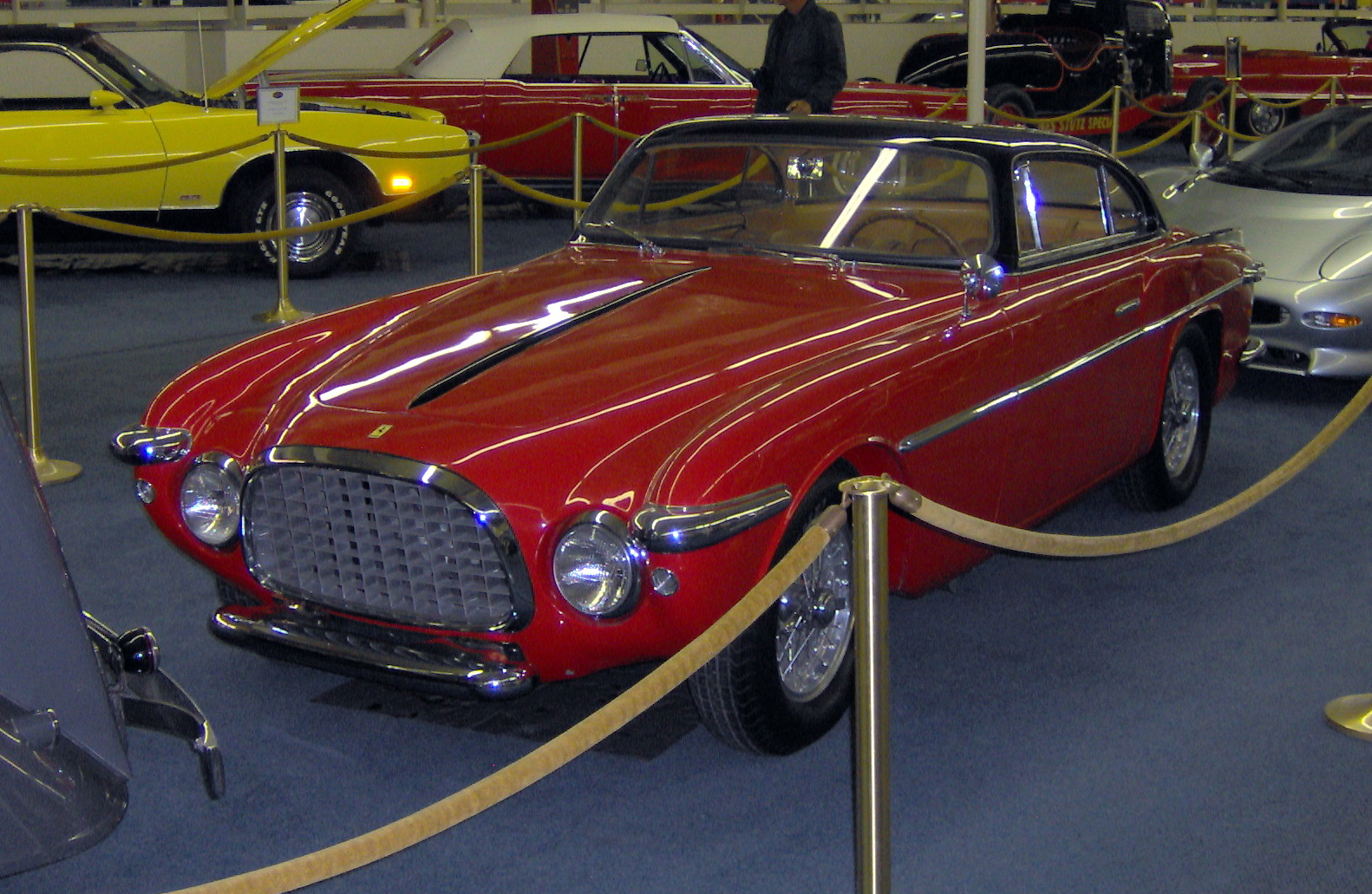
Шоу-кар 212 1952 года с кузовом от Vignale

Ferrari 212 Inter — автомобиль, производившийся в 1951—1952 годах автомобильной компанией Ferrari в качестве замены серий 166 и 195. Представленная на Брюссельском автосалоне в том же году машина позиционировалась как спортивный автомобиль, способный побеждать в международных гонках.
Шасси было аналогично серии 125 с двойными поперечными рычагами спереди и ведущей задней осью. Кузова производились фирмами Carrozzeria Touring, Ghia, Vignale и Pininfarina. С последней была заключена особая договорённость.
Модели Inter и Export имели размеры колёсных баз 2500 и 2600 мм соответственно и двигатель Colombo V12 объёмом 2,6 л с одним или тремя карбюраторами Weber 36DCF. Мощность повысилась до 165 л/с (111 кВт). На модель Export с укороченной колёсной базой в 1952 году мог ставиться более мощный двигатель. Всего было выпущено 82 экземпляра.
Существовала также выпущенная в единственном экземпляре 212 с двигателем серии 225 (Colombo V12 2,7 л) и кузовом berlinetta от фирмы Vignale.